# Aproximació de fase estacionària
En matemàtiques, l'aproximació de la fase estacionària és un principi bàsic de l'anàlisi asimptòtica, que s'aplica a funcions donades per integració contra una exponencial complexa que varia ràpidament.
Aquest mètode té el seu origen al segle XIX i es deu a George Gabriel Stokes i Lord Kelvin. Està estretament relacionat amb el mètode de Laplace i el mètode del descens més pronunciat, però la contribució de Laplace precedeix les altres.

## Conceptes bàsics
La idea principal dels mètodes de fase estacionària es basa en la cancel·lació de sinusoides amb fases que varien ràpidament. Si molts sinusoides tenen la mateixa fase i se sumen, se sumaran constructivament. Tanmateix, si aquests mateixos sinusoides tenen fases que canvien ràpidament a mesura que canvia la freqüència, s'afegiran de manera incoherent, variant entre addició constructiva i destructiva en diferents moments.

## Fórmula
Sigui {\displaystyle \Sigma } el conjunt de punts crítics de la funció {\displaystyle f} (és a dir, punts on {\displaystyle \nabla f=0}), en el supòsit que {\displaystyle g} o té un suport compacte o té una decadència exponencial, i que tots els punts crítics són no degenerats (és a dir, {\displaystyle \det(\mathrm {Hess} (f(x_{0})))\neq 0} per {\displaystyle x_{0}\in \Sigma } ) tenim la següent fórmula asimptòtica, as {\displaystyle k\to \infty } :
{\displaystyle \int _{\mathbb {R} ^{n}}g(x)e^{ikf(x)}dx=\sum _{x_{0}\in \Sigma }e^{ikf(x_{0})}|\det({\mathrm {Hess} }(f(x_{0})))|^{-1/2}e^{{\frac {i\pi }{4}}\mathrm {sgn} (\mathrm {Hess} (f(x_{0})))}(2\pi /k)^{n/2}g(x_{0})+o(k^{-n/2})}
Aquí {\displaystyle \mathrm {Hess} (f)} denota l'hessià de {\displaystyle f}, i {\displaystyle \mathrm {sgn} (\mathrm {Hess} (f))} denota la signatura de l'hessià, és a dir, el nombre d'autovalors positius menys el nombre d'autovalors negatius.
Per {\displaystyle n=1}, això es redueix a:
{\displaystyle \int _{\mathbb {R} }g(x)e^{ikf(x)}dx=\sum _{x_{0}\in \Sigma }g(x_{0})e^{ikf(x_{0})+\mathrm {sign} (f''(x_{0}))i\pi /4}\left({\frac {2\pi }{k|f''(x_{0})|}}\right)^{1/2}+o(k^{-1/2})}
En aquest cas els supòsits sobre {\displaystyle f} reduir a tots els punts crítics no degenerats.
Aquesta és només la versió girada per Wick de la fórmula per al mètode de baixada més pronunciada.

## Un exemple
Considereu una funció
{\displaystyle f(x,t)={\frac {1}{2\pi }}\int _{\mathbb {R} }F(\omega )e^{i[k(\omega )x-\omega t]}\,d\omega }
El terme de fase en aquesta funció, {\displaystyle \phi =k(\omega )x-\omega t}, està estacionari quan
{\displaystyle {\frac {d}{d\omega }}{\mathopen {}}\left(k(\omega )x-\omega t\right){\mathclose {}}=0}
o equivalent,
{\displaystyle {\frac {dk(\omega )}{d\omega }}{\Big |}_{\omega =\omega _{0}}={\frac {t}{x}}}
Les solucions d'aquesta equació donen freqüències dominants {\displaystyle \omega _{0}} per a alguns {\displaystyle x} i {\displaystyle t}. Si ens ampliem {\displaystyle \phi } com una sèrie de Taylor sobre {\displaystyle \omega _{0}} i descuidar termes d'ordre superiors a {\displaystyle (\omega -\omega _{0})^{2}}, tenim
{\displaystyle \phi =\left[k(\omega _{0})x-\omega _{0}t\right]+{\frac {1}{2}}xk''(\omega _{0})(\omega -\omega _{0})^{2}+\cdots }
on {\displaystyle k''} denota la segona derivada de {\displaystyle k}. Quan {\displaystyle x} és relativament gran, fins i tot una petita diferència {\displaystyle (\omega -\omega _{0})} generarà oscil·lacions ràpides dins de la integral, donant lloc a la cancel·lació. Per tant, podem estendre els límits d'integració més enllà del límit d'una expansió de Taylor. Si fem servir la fórmula,
{\displaystyle \int _{\mathbb {R} }e^{{\frac {1}{2}}icx^{2}}dx={\sqrt {\frac {2i\pi }{c}}}={\sqrt {\frac {2\pi }{|c|}}}e^{\pm i{\frac {\pi }{4}}}}
{\displaystyle f(x,t)\approx {\frac {1}{2\pi }}e^{i\left[k(\omega _{0})x-\omega _{0}t\right]}\left|F(\omega _{0})\right|\int _{\mathbb {R} }e^{{\frac {1}{2}}ixk''(\omega _{0})(\omega -\omega _{0})^{2}}\,d\omega }
Això s'integra com
{\displaystyle f(x,t)\approx {\frac {\left|F(\omega _{0})\right|}{2\pi }}{\sqrt {\frac {2\pi }{x\left|k''(\omega _{0})\right|}}}\cos \left[k(\omega _{0})x-\omega _{0}t\pm {\frac {\pi }{4}}\right]}